# فرودگاه ابنگووروو
فرودگاه ابنگووروو (به انگلیسی: Abengourou Airport) یک فرودگاه با کد یاتا OGO است . این فرودگاه در کشور ساحل عاج قرار دارد .